# Liptovský Ondrej
Liptovský Ondrej (Hongaars: Szentandrás) is een Slowaakse gemeente in de regio Žilina, en maakt deel uit van het district Liptovský Mikuláš.
Liptovský Ondrej telt 601 inwoners.